# Steen Andersen Bille (1797-1883)
Steen Andersen Bille (Copenhague, 5 décembre 1797-Copenhague, 2 mai 1883), est un navigateur, homme politique et explorateur danois.

## Biographie
Fils de Steen Andersen Bille, né dans une famille de marins, il est célèbre pour avoir dirigé les deux expéditions de la Galathea dont le but était de vendre les comptoirs danois des Indes aux anglais et de recoloniser les îles Nicobar, effectuant ainsi le premier tour du monde naval danois.
Ayant quitté Copenhague le 24 juin 1845, il fait escale à Madère, contourne le cap de Bonne-Espérance, visite Tranquebar, Pondichéry, Madras et Calcutta puis reste deux mois aux Nicobar où il effectue des relevés topographiques. Il voyage ensuite en Indochine et en Chine mais n'est pas autorisé à atteindre le Japon. Après plusieurs escales en Amérique du Sud, il revient à Copenhague le 24 août 1847 avec à son bord 93 coffres renfermant des spécimens zoologiques et botaniques.
En 1848, il participe à la première guerre de Schleswig et commande le blocus en mer du Nord.
En janvier 1852, il devient Ministre de la Marine (1852-décembre 1854) et est nommé la même année contre-amiral. Il est de nouveau Ministre de la Marine de 1860 à 1863 et en 1864, voyage en Chine comme représentant officiel de l’État pour ratifier un traité de commerce.
Il est inhumé dans le caveau familial du cimetière Holmens à Copenhague.

## Distinctions
- Ordre du Mérite militaire français (1825)
- Grand-Croix de l'Ordre du Dannebrog (1857)

## Écrits
- Fra alle Lande (1869 - 1870) (A travers le Monde)
- Korvetten Galatheas Rejse omkring Jorden (1853) (Voyage autour du Monde de la corvette Galathea)
- Min Rejse til Kina (1865) (Mon voyage en Chine)